# Tóra við Keldu
Tóra við Keldu [ˈtɔuːɹa viː tʃɛldʊ] (* 27. Mai 1974 in Klaksvík, Färöer) ist eine färöische Schwimmsportlerin und Sängerin.
Tóra ist die Tochter von Jógvan við Keldu und Betty Skaale. Ihre älteren Geschwister sind Gunvá (1966) und Pætur við Keldu (1970). 1999 heiratete sie Eystein Elttør, mit dem sie die Tochter Bjørt hat (2003). Ihr Abitur machte sie 1994, und das Lehrerexamen 1998.
Tóra ist mit dem Handicap geboren, dass ihr rechtes Bein kürzer ist als das linke. Als 10-Jährige begann sie mit dem Schwimmsport im Klaksvíker Club Ægir. Kurze Zeit später wurde sie vom färöischen Behindertensportverband ÍSB (Ítróttarsambandið fyri Brekað) in den Kader berufen. Bereits 1985 nahm sie an den Nordischen Meisterschaften in Finnland teil, wo ihre ältere Kameradin Katrin Johansen die erste Goldmedaille bei einer internationalen Sportveranstaltung in der Geschichte der Färöer gewann. Es folgten die Weltmeisterschaft 1986 in Schweden, 1987 die Nordischen Meisterschaften auf den Färöern, die Swedish Open und Paris Open. Bei den Sommer-Paralympics 1988 in Seoul gewann Tóra við Keldu drei der sieben färöischen Medaillen: Silber über 100 m Freistil (1:08.10), Bronze über 400 m Freistil (5:20.23) und 100 m Schmetterling (1:23.86), jeweils in der Klasse L6. Sie nahm an den Nordischen Meisterschaften 1989 in Island teil, der WM 1990 in den Niederlanden, den Nordischen Meisterschaften 1991 in Norwegen und der EM in Spanien. Bei den Sommer-Paralympics 1992 in Barcelona gewann Tóra við Keldu die einzige Medaille für ihr Land: Silber auf 100 m Freistil (1:06.74). Mit der Weltmeisterschaft 1994 in Malta beendete sie ihre Sportlerkarriere, weil sie sich auf ihre Lehrerinnenausbildung konzentrieren wollte.
Schon früh begann Tóra im Kinderchor zu singen und gehört auf den Färöern heute zu den bekannten Sängerinnen. Ihre Gruppen heißen Sangkórinum í Betesda, 17 sangarar, Døgg und Suð. Letztgenannter Chor besteht aus 16 Frauen und ist auf den Färöern bekannt für seine ABBA-Coversongs, aber auch Gospels und Jazz. Als ihr Bruder Pætur überraschend in die dänische Vorausscheidung zum Eurovision Song Contest 2002 kam, bestand er darauf, dass sie mit ihm auf der Bühne steht. Zusammen belegten sie Platz 5 bei dem in Dänemark wichtigen Melodi Grand Prix.
Nach ihrer Hochzeit zog Tóra við Keldu mit ihrem Mann nach Aberdeen, wo sie zwei Jahre wohnten, und später nach London. Doch nach eigenen Aussagen ist es nirgends so schön, wie auf den Färöern, und heute arbeitet sie als Lehrerin für Englisch und Sport an der Volksschule við Ósánna in Klaksvík.

## Diskografie
- 1997 – Tiðnað

| Personendaten    | Personendaten                            |
| ---------------- | ---------------------------------------- |
| NAME             | Keldu, Tóra við                          |
| KURZBESCHREIBUNG | färöische Schwimmsportlerin und Sängerin |
| GEBURTSDATUM     | 27. Mai 1974                             |
| GEBURTSORT       | Klaksvík, Färöer                         |